# ليليان جيجو
ليليان جيجو (بالفرنسية: Lilian Jégou )‏ (و. 1976  م) هو راكب دراجة هوائية فرنسي، ولد في نانت، شارك في طواف فرنسا.

## سجل الفوز

### سباقات أو مراحل فاز بها
| التاريخ        | السباق                                   | المركز                  |
| -------------- | ---------------------------------------- | ----------------------- |
| 23 مارس 2003   | شوليه باي دي لوار 2003                   | الثامن في التصنيف العام |
| 01 يناير 2005  | كأس فرنسا لركوب الدراجات على الطريق 2005 | الخامس في تصنيف النقاط  |
| 20 فبراير 2005 | 2005 Classic Haribo                      | الثاني في التصنيف العام |
| 20 مارس 2005   | شوليه باي دي لوار 2005                   | الثامن في التصنيف العام |
| 06 أكتوبر 2005 | باريس بورج 2005                          | العاشر في التصنيف العام |
| 01 يناير 2006  | كأس فرنسا لركوب الدراجات على الطريق 2006 | الثاني في تصنيف النقاط  |
| 19 مارس 2006   | شوليه باي دي لوار 2006                   | الثالث في التصنيف العام |
| 30 مارس 2006   | روت أديلي 2006                           | الرابع في التصنيف العام |
| 02 أبريل 2006  | Grand Prix cycliste de Rennes 2006       | السادس في التصنيف العام |
| 13 أبريل 2006  | جائزة دينين الكبرى 2006                  | التاسع في التصنيف العام |
| 16 أبريل 2006  | ترو-برو ليون 2006                        | الخامس في التصنيف العام |
| 20 يناير 2008  | لا تروبيكال أميسا بونغو 2008             | الفائز في التصنيف العام |
| 21 يونيو 2009  | بوكليس دي لا مايين 2009                  |                         |

## روابط خارجية
- ليليان جيجو على موقع الاتحاد الدولي للدراجات (الإنجليزية)
- ليليان جيجو على موقع أرشيف الدراجات (الإنجليزية)
- ليليان جيجو على موقع إحصائيات الدراجات الإحترافية (الإنجليزية)
- ليليان جيجو على موقع نسبة الدراجات (الإنجليزية)
- ليليان جيجو على موقع CycleBase (الإنجليزية)